# ナッヴァブ・ナスィルシェラル
ナッヴァブ・ナスィルシェラル (ペルシア語:  نواب نصیرشلال、ラテン表記:Navab Nasirshelal、1989年4月1日 - ) は、イランのアフヴァーズ出身の男子重量挙げ選手。2012年ロンドンオリンピック の105キロ級重量挙げ銀メダリスト。ナバブ・ナシルシェラルなどと表記されることがある。

## 統計

### 体のサイズ
(2012夏季オリンピック)
- 身長175 cm
- 体重104 kg